# Lucas Krzikalla
Lucas Krzikalla (* 14. Januar 1994 in Großenhain bei Meißen) ist ein deutscher Handballspieler.

## Karriere
Krzikalla wuchs in Großenhain auf. Der Vater ist Lagerleiter in einem Autohaus, die Mutter Kindergärtnerin. Mit 16 Jahren wechselte er auf das Sportinternat nach Leipzig.
Seit 2012 steht der Rechtsaußen beim Bundesligisten SC DHfK Leipzig unter Vertrag. Dieser läuft bis 2025.
In der Spielzeit 2021/22 war er mit 156 Toren, davon 99 Siebenmetern, Top-Torschütze seines Vereins.

## Bundesligabilanz
| Saison  | Verein          | Spielklasse   | Spiele | Tore | 7-Meter | Feldtore |
| ------- | --------------- | ------------- | ------ | ---- | ------- | -------- |
| 2012/13 | SC DHfK Leipzig | 2. Bundesliga | 17     | 18   | 0       | 18       |
| 2013/14 | SC DHfK Leipzig | 2. Bundesliga | 35     | 83   | 0       | 83       |
| 2014/15 | SC DHfK Leipzig | 2. Bundesliga | 37     | 125  | 0       | 125      |
| 2015/16 | SC DHfK Leipzig | Bundesliga    | 17     | 50   | 0       | 50       |
| 2016/17 | SC DHfK Leipzig | Bundesliga    | 14     | 39   | 0       | 39       |
| 2017/18 | SC DHfK Leipzig | Bundesliga    | 34     | 38   | 0       | 38       |
| 2018/19 | SC DHfK Leipzig | Bundesliga    | 25     | 19   | 0       | 19       |
| 2019/20 | SC DHfK Leipzig | Bundesliga    | 25     | 84   | 58      | 26       |
| 2020/21 | SC DHfK Leipzig | Bundesliga    | 38     | 156  | 99      | 57       |
| 2021/22 | SC DHfK Leipzig | Bundesliga    | 34     | 95   | 39      | 56       |
| 2022/23 | SC DHfK Leipzig | Bundesliga    | 33     | 40   | 11      | 29       |
| 2023/24 | SC DHfK Leipzig | Bundesliga    | 29     | 15   | 0       | 15       |
| 2012–15 | gesamt          | 2. Bundesliga | 89     | 226  | 0       | 226      |
| 2015–   | gesamt          | Bundesliga    | 249    | 536  | 207     | 329      |

Stand 04.07.2024

## Outing
Am 1. Oktober 2022 veröffentlichte der MDR eine vierzehnminütige Dokumentation mit dem Titel Aus der Deckung – Coming-Out in der Handball-Bundesliga, in der Krzikalla sein Coming-out als homosexuell hat. Neben Krzikalla selbst kommen darin auch dessen Partner, sein Bruder Julian sowie der ehemalige Mitspieler Alen Milosevic und der Geschäftsführer des SC DHfK, Karsten Günther, zu Wort. In einem Interview mit der Welt am Sonntag sagte Krzikalla:

„Ich bin schwul, ich habe einen Freund, den ich liebe, und ich bin sehr glücklich darüber“

Weiterhin erklärte er, dass er in der ersten und zweiten Handballbundesliga allein von fünf homosexuellen Spielern wisse, die dies zwar vielleicht der Mannschaft erzählten, jedoch vor einem öffentlichen Outing zurückschreckten. Krzikalla fordert, dass die Sexualität in jedem Beruf egal sein müsse. Deshalb müssten Profisportler auch selbst etwas unternehmen, die Veränderung müsse auch von innen, aus dem Sport selbst kommen. Er sehe nach Jahren der Diskriminierung nun eine echte Chance auf Veränderung. Jedes Coming-Out sei eine Befreiung – nicht nur für einen selbst, sondern auch für andere.
Daraufhin bekundeten sowohl der Kapitän der Nationalmannschaft, Johannes Golla, als auch der Präsident des Deutschen Handballbundes, Andreas Michelmann ihren Respekt:

„Ich finde den Schritt von Lucas sehr, sehr mutig und bemerkenswert. Er geht damit voran. Das wird ein Vorteil für viele weitere Sportler über den Handball hinaus sein.“

„Diese Nachricht freut mich für den Menschen Lucas Krzikalla und sein gesamtes Umfeld. Sein Outing zeugt im besten Sinne des Wortes von einem gesunden Selbstbewusstsein. Und ich hoffe sehr, dass solch ein Schritt in unserer Gesellschaft in absehbarer Zeit einfach als sehr normal angesehen wird, denn es geht immer um den Menschen.“

Zum Zeitpunkt seines Outings ist Krzikalla der einzige offen homosexuelle Mannschaftssportler in Deutschlands männlichen Profiligen.